# Pontirolo Nuovo
Pontirolo Nuovo est une commune italienne de la province de Bergame, en région Lombardie.

## Administration
| Période                                  | Période  | Identité             | Étiquette | Qualité |
| ---------------------------------------- | -------- | -------------------- | --------- | ------- |
| 14 juin 2004                             | En cours | Pierangelo Bertocchi |           |         |
| Les données manquantes sont à compléter. |          |                      |           |         |

### Hameaux
Fornasotto.

### Communes limitrophes
Arcene, Boltiere, Brembate, Canonica d'Adda, Ciserano, Fara Gera d'Adda, Treviglio.